# Thirteen (Teenage Fanclub)
Thirteen è il quarto album in studio del gruppo musicale britannico Teenage Fanclub, pubblicato nel 1993.

## Tracce
1. Hang On – 5:05 (Gerard Love)
2. The Cabbage – 2:56 (Norman Blake)
3. Radio – 2:56 (Love)
4. Norman 3 – 4:36 (Blake)
5. Song to the Cynic – 3:36 (Love)
6. 120 Mins – 3:07 (Raymond McGinley)
7. Escher – 3:19 (McGinley)
8. Commercial Alternative – 2:40 (Blake)
9. Fear of Flying – 5:25 (Love)
10. Tears Are Cool – 3:48 (McGinley)
11. Ret Liv Dead – 2:09 (Blake)
12. Get Funky – 1:22 (Brendan O'Hare)
13. Gene Clark – 6:38 (Love)

## Formazione
Teenage Fanclub
- Norman Blake – voce, chitarra
- Gerard Love – voce, basso
- Raymond McGinley – chitarra, voce
- Brendan O'Hare – batteria